# ناحیه رداع
ناحیهٔ رداع (به عربی: مدیریة رداع) یک ناحیه در یمن است که در استان بیضا واقع شده‌است. ناحیه رداع ۵۶٬۳۸۲ نفر جمعیت دارد.